# Кучумов, Павел Сергеевич
Па́вел Серге́евич Кучу́мов (26 (13 февраля) 1904 года, Москва, Российская империя — 17 декабря 1987, Москва, РСФСР) — советский государственный деятель, председатель Всесоюзного объединения Совета Министров СССР «Союзсельхозтехника»—Министр СССР (1961—1962).

## Биография
В 1931 г. окончил Московский автотракторный институт.
- 1931—1934 гг. — на ГАЗ имени В. М. Молотова: инженер, заместитель начальника цеха моторов,
- 1934—1936 гг. — научная командировка в Нью-Йорке (США),
- 1936—1937 гг. — вновь на ГАЗ имени В. М. Молотова: начальник цеха моторов, в 1937—1941 — главный инженер завода,
- 1941 г.— начальник технического отдела, председатель технического совета и член коллегии Наркомата среднего машиностроения СССР.

С июля 1941 г. — заместитель, с сентября 1941 года по 1946 г. — первый заместитель наркома среднего машиностроения СССР.
- 1946—1947 гг. — первый заместитель министра автомобильной промышленности СССР,
- 1947—1953 гг. — заместитель министра сельского хозяйства СССР,
- 1953 г. — заместитель министра сельского хозяйства и заготовок СССР,
- 1953—1961 гг. — заместитель министра сельского хозяйства СССР,
- 1961—1962 гг. — председатель Всесоюзного объединения Совета Министров СССР «Союзсельхозтехника»,
- 1962—1963 гг. — начальник отдела автотракторного и сельскохозяйственного машиностроения Госплана СССР,
- 1963—1965 гг. — начальник управления автотракторного и сельскохозяйственного машиностроения СНХ СССР,
- 1965—1975 гг. — начальник управления снабжения и межотраслевых связей продукции машиностроения Госснаба СССР.

С декабря 1975 г. персональный пенсионер союзного значения. Одновременно до 1977 г. работал помощником заместителя председателя Госснаба СССР.
Кандидат в члены ЦК КПСС (1961—1966). Депутат Верховного Совета СССР 6-го созыва.
Похоронен в Москве на Ваганьковском кладбище (участок № 25).

## Награды и премии
- два ордена Ленина
- орден Октябрьской революции
- орден Отечественной войны I степени
- три ордена Трудового Красного Знамени (в т.ч. 26.02.1954)
- орден Красной Звезды
- Сталинская премия второй степени (1951) — за разработку и внедрение в сельское хозяйство методов восстановительного ремонта базисных деталей тракторов старых марок..